# Ostbucht
Die Ostbucht ist eine Bucht im ostantarktischen Kaiser-Wilhelm-II.-Land. Sie liegt unmittelbar östlich der Posadowskybai.
Entdeckt wurde sie im Februar 1902 bei der Gauß-Expedition (1901–1903) unter der Leitung des deutschen Polarforschers Erich von Drygalski, der sie nach ihrer relativen Lage zur Posadowskybai benannte.